# Wim De Decker (korfballer)
Wim De Decker is een Belgisch voormalig korfballer.

## Levensloop
De Decker was actief bij Voorwaarts. Tevens maakte hij deel uit van het Belgisch nationaal team, waarmee hij onder meer zilver won op de Wereldspelen van 2013.